# 골렘 효과
골렘 효과( - 效果, 영어: golem effect)는 교육심리학에서 심리적 행동의 하나로 교사가 학생에 대해 부정적인 기대를 갖고 있을 경우 학습자의 성적이 떨어지는 것을 말한다. 즉, 특정 학생에 대한 교사의 기대 수준이 낮으면 그 학생은 그 기대에 부응하기 위해 노력을 하지 않으므로, 성취도가 낮아진다. 자기실현적 예언의 한 종류로 분류된다.
골렘이라는 명칭은 유대 신화 속의 랍비 로위가 만들었다는 골렘에서 유래되었다. 골렘은 본디 유대인들을 보호하기 위해 창조되었으나, 점차 흉포한 성향으로 변해가며 모든 것을 파괴하기에 이르렀다.

## 같이 보기
- 자기실현적 예언
- 피그말리온 효과
- 플라시보 효과

## 참고 문헌
- Babad, E. Y., Inbar, J., & Rosenthal, R. (1982). Pygmalion, Galatea, and the Golem: Investigations of biased and unbiased teachers. Journal of Educational Psychology